# Balanceamento de equações químicas

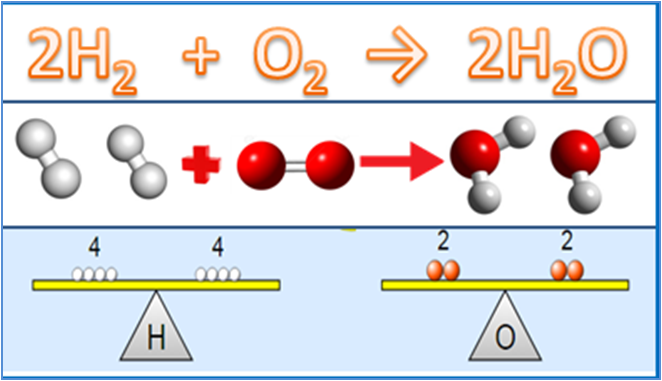
Ilustração do balanceamento da equação de formação da água

O balanceamento de equações químicas consiste em ajustar os coeficientes de modo que o número de átomos de cada elemento na equação química seja conservado. Isto é, o número de átomos de um determinado elemento é o mesmo no reagente e no produto.
Para realizar tal processo podemos seguir a ordem de ajustar primeiro:metais, ametais, hidrogênio, oxigênio. Caso se algum desse já estiver equilibrado se passa para o proximo da lista.

## Métodos de balanceamento

### Método das tentativas
Consiste na escolha de números arbitrários para os coeficientes. Assim, apesar de mais simples, pode se tornar a forma mais trabalhosa de balancear uma equação.

### Método algébrico
Consiste em atribuir a cada coeficiente estequiométrico desconhecido uma variável. Em seguida, obriga-se que a proporção atômica seja respeitada, isto é, que o número de átomos de um elemento no produto seja igual ao número de átomos do mesmo elemento no produto. Assim, obtém-se um sistema linear, que pode ser solucionado por diversos métodos como substituição ou escalonamento.
Exemplo: Balancear a seguinte equação pelo método algébrico.
{\displaystyle {\ce {{NH4NO3}-> {N2O}+ {H2O}}}}
Primeiramente, atribui-se as variáveis {\displaystyle a}, {\displaystyle b} e {\displaystyle c} aos coeficientes desconhecidos:
{\displaystyle {\ce {a{NH4NO3}-> b{N2O}+ c{H2O}}}}
Impõe-se, em seguida, a conservação do número de átomos de cada elemento. Como há três elementos, hidrogênio, nitrogênio e oxigênio, obter-se-á três equações, uma para cada elemento:
Uma para o hidrogênio:
{\displaystyle 4a=2c};
Outra para o nitrogênio:
{\displaystyle 2a=2b};
E uma terceira para o oxigênio:
{\displaystyle 3a=b+c}.
Essas equações equivalem ao seguinte sistema linear:
{\displaystyle {\begin{alignedat}{7}2a&&\;-\;&&c&&\;=\;&&0&\\a&&\;-\;&&b&&\;=\;&&0&\\3a&&\;-\;&&b&&\;-\;&&c&&\;=\;&&0&\end{alignedat}}}
Tal sistema pode ser resolvido por substituição ou escalonamento de matrizes. Percebe-se que a soma da primeira e da segunda equação é equivalente à terceira. Isso implica que existem infinitas soluções para esse sistema, sendo necessário parametrizar a equação a partir de uma das variáveis, isto é, obter as duas primeiras variáveis como função da terceira.
Da primeira equação:
{\displaystyle a={c \over 2}}
Combinando com a segunda:
{\displaystyle a=b={c \over 2}}
Daí se obtém a tripla ordenada que é solução do problema:
{\displaystyle S={(a,b,c)}={({c \over 2},{c \over 2},c)}}, {\displaystyle c\in \mathbb {R} }.
Para achar a solução com os menores inteiros, assume-se que {\displaystyle c=2} para simplificar como os denominadores das frações. Logo, a solução é {\displaystyle {(1,1,2)}} e a equação balanceada é:
{\displaystyle {\ce {{NH4NO3}-> {N2O}+ 2{H2O}}}}

### Método Oxi-Redução
Balancear uma equação nada mais é do que acertar seus coeficientes de forma que o número de átomos de cada elemento reagente seja igual ao número final nos produtos. Por exemplo, na reação,há 1 átomo de hidrogênio que vai reagir com 1 átomo de cloro, então, no produto final essas quantidades devem se manter.
Veja, agora, nesta outra reação:
Repare que, apesar do coeficiente do oxigênio ser 1, há dois átomos de O, pois temos O2. Há, portanto, nesta reação, 1 átomo de carbono e 2 átomos de oxigênio, que vão gerar o gás CO2, composto por 1 átomo de carbono e dois de oxigênio.
- Quando o coeficiente for 1, não é necessário colocá-lo. Nos exemplos acima eles só foram evidenciados para que vocês visualizassem melhor a quantidade de átomos dos elementos.

Há dois métodos para identificarmos os coeficientes das reações, o método das tentativas e o método da oxirredução.
Método das tentativas:
Como o próprio nome já diz, não há, neste método, nenhuma fórmula para determinar os coeficientes, pois eles serão encontrados por meio de tentativas. Porém, duas dicas práticas poderão ajudá-lo neste trabalho:
Como exemplo, vamos balancear a seguinte equação química, que representa a queima do álcool:
O carbono e o hidrogênio aparecem apenas uma vez no lado esquerdo e direito da reação. Vamos começar por um deles!
Se temos 2 átomos de carbono no lado dos reagentes (C2), teremos que ter 2 átomos de carbono no lado dos produtos, porém, há apenas 1. Neste caso, devemos multiplicar o carbono dos produtos por 2 (2CO2).
- Atenção: nunca devemos alterar o índice colocado do lado direito inferior do elemento (ex: O2), pois assim alteraríamos as características das substâncias.

Agora, vamos para o hidrogênio. No lado dos reagentes há 6 átomos, mas no lado dos produtos há apenas 2. Devemos, portanto, multiplicá-lo por 3 (3H2O).
Por fim, temos que conferir os átomos de oxigênio. Nos reagentes há 3 (1 do “C2H6O” e 2 do “O2”), mas nos produtos ficamos com sete (4 do “2CO2” e 3 do “3 H2O”). Neste caso, para não alterarmos mais os coeficientes do carbono e hidrogênio, teremos que multiplicar o O2 dos reagentes por 3. Sendo assim, ficamos com a equação devidamente balanceada. Confira!
Método da oxido-redução:
Normalmente, nas reações de oxido-redução, o método das tentativas não é prático. Por isso, utilizamos este outro método. Vejamos como ele funciona!
1. Primeiro devemos determinar o nox dos elementos na equação;
2. Depois, identificamos os elementos que sofreram oxidação e redução, encontrando a variação () de nox de cada um (ex.: se um elemento tinha nox +2 e passou para +4, sua variação será igual a 2).
3. Agora você deverá multiplicar o valor de cada variação encontrada pelo número de átomos dos elementos que sofreram a variação.
- Se os valores forem múltiplos (ex.: 9 e 6), devemos simplificá-los (9÷3, 6÷3).

4. O valor da variação total do elemento que sofreu oxidação deve ser transportado para onde houve redução e vice-versa.
- A substância que deve receber o coeficiente é aquela que possui o maior número de átomos que efetivamente se oxidaram ou reduziram.

5. Terminar o balanceamento pelo método da tentativa.
Vamos ver como isso funciona na prática? Vamos balancear a equação abaixo. Comece pelo nox dos elementos.
O nox do nitrogênio era +5 e diminuiu para +2, portanto, ele sofreu redução. Sua variação será de 3.
O nox do fósforo era 0 e aumentou para +5, portanto, ele foi oxidado. Sua variação será de 5.
Temos 1 átomo de N, então, 1 x 3 = 3 (variação total).
Temos 4 átomos de P, então, 4 x 5 = 20 (variação total).
Agora é só colocar a total do N na frente do P que tiver maior número de átomos e a total do P na frente do N que tiver maior número de átomos (como, neste caso, o N dos reagentes tem o mesmo número do N dos produtos, colocamos o coeficiente na frente dos dois). Teremos, então:
Agora que o mais difícil já foi feito, é só terminar o balanceamento pelo método das tentativas!
Se temos 12 P nos reagentes, devemos ter o mesmo nos produtos. Para isso, vamos colocar 12 na frente do H3PO4. Agora ficamos com 68 O nos produtos e 61 nos reagentes. Para igualar esses números basta que coloquemos o 8 na frente da água. Pronto, sua equação já está balanceada. Pode conferir!

## Conceitos importantes
- Oxidação: A oxidação pode ocorrer em três circunstâncias: quando se adiciona oxigênio à substância, quando uma substância perde hidrogênio ou quando a substância perde elétrons.
- Redução: A redução, por sua vez, é o inverso e ocorre também de três maneiras: quando uma substância perde oxigênio, quando ganha hidrogênio ou quando ganha elétrons.
- Agente Redutor: Agente redutor é a espécie química que age causando a redução de algum elemento presente nos reagentes. O agente redutor é, portanto, a espécie que contém o elemento que perde elétrons, ou seja, que sofre oxidação.
- Agente Oxidante: Agente oxidante é a espécie química que age causando a oxidação de algum elemento presente nos reagentes. O agente oxidante é, portanto, a espécie que contém o elemento que recebe elétrons, ou seja, que sofre redução.

## Regra
- Calcular o nox dos elementos;
- Identificar o oxidante e o redutor;
- Calcular o nox do oxidante/redutor;
- Multiplicar o Δnox(diferença numérica do nox do reagente/produto) pelo número de elementos;
- Tomar o resultado anterior como coeficiente do oxidante/redutor, invertendo-os;
- Balancear os demais elementos pelo método das tentativas.

O balanceamento de equações químicas consiste em igualar o número de elementos do produto com os reagentes.

### Exemplos
a) PCl5 + H2O → H3PO4 + HCl
Bi(+2) → Bi(+1): Oxidação/Agente Redutor Δnox  4 x 2 = 8
Cl(+1)→ Cl(-1): Redução/Agente Oxidante Δnox = 2 x 1 = 2
M.M.C. = 8
b) 1 Bi2O3 + 4 NaClO + NaOH --> 4 NaCl + H2O + 2 NaBiO4
(M.M.C. dividido pelo número de eletrons ganhados ou perdidos na substancia analisada)
E agora por tentativa:
c) 1 Bi2O3 + 4 NaClO + 2 NaOH → 4 NaCl + 1 H2O + 2 NaBiO4